# Barcaza

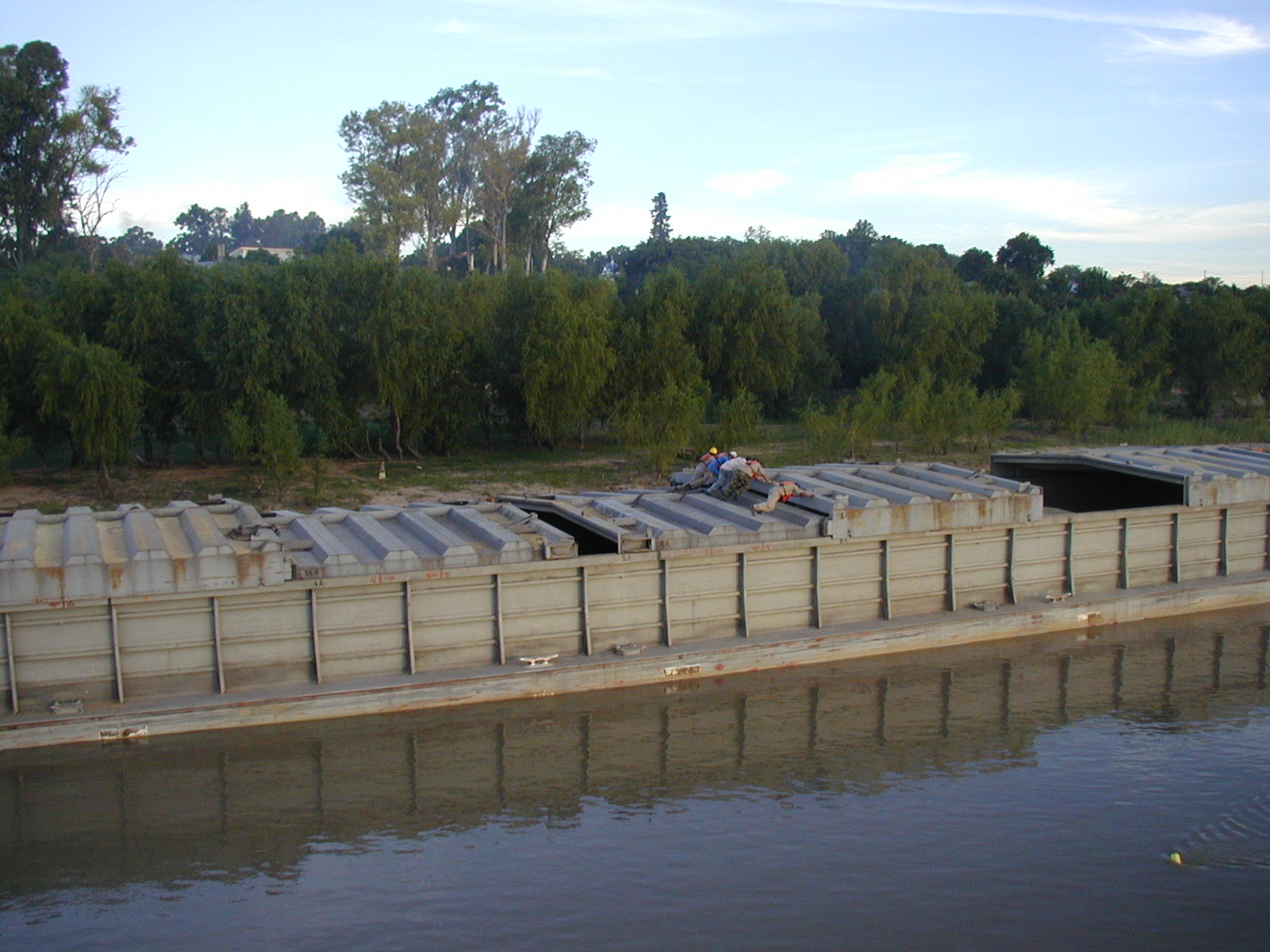
Cerrando escotillas en barcaza para cargas a granel.

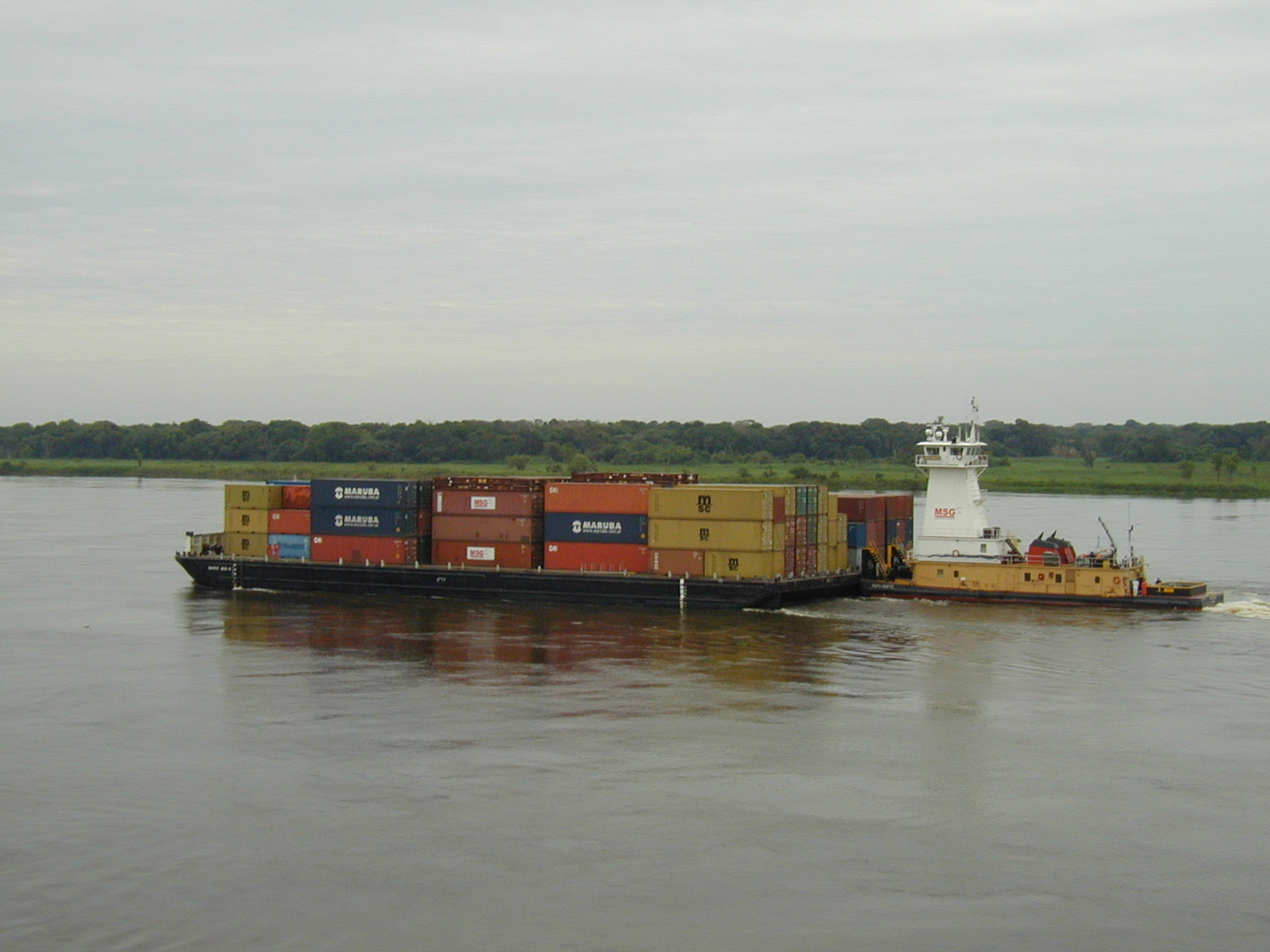
Barcaza portacontenedores en el río Paraguay.

Una barcaza es un tipo de gabarra con o sin propulsión propia, con casco de fondo plano y poco calado, que se emplea para el transporte fluvial o el transporte marítimo de mercancías entre costas cercanas. 
Su fondo plano y poco calado le hace inestable en mar abierto, pero facilita su navegación en ríos y la varada en playas de arena, no requiriendo de muelles o embarcaderos para su carga o descarga.
Las barcazas militares de desembarco se definen según el Diccionario de la RAE como "Barco de poco calado con porton abatible para el desembarco de tropas y pertrechos".
Su uso es muy común en las regiones isleñas, para el transporte de personas y materiales, dada las pocas instalaciones portuarias que existen en algunas localidades. 
Son muy prácticas en los lugares donde un buque atracado necesita descargar por ambos lados.
Existen diferentes tipos según su área de navegación y tipo de carga:
- Oceánicas.
- Fluviales.
- Para carga a granel.
- Para contenedores o multipropósito.